# L'ora di religione
L'ora di religione, noto anche come L'ora di religione - Il sorriso di mia madre, è un film del 2002 scritto e diretto da Marco Bellocchio, ed interpretato da Sergio Castellitto.
Presentato in concorso al 55º Festival di Cannes, ha ricevuto una menzione speciale della giuria ecumenica.

## Trama
Ernesto Picciafuoco, pittore e illustratore di favole per bambini, viene da una famiglia molto importante ma decaduta, che vuole riconquistare il proprio prestigio grazie a una canonizzazione. La donna che dovrà essere fatta santa è la madre defunta dei cinque fratelli, debole e stupida, definita "l'unica vera religiosa" della famiglia. Si dovrà dimostrare che è stata uccisa anni prima da Egidio, uno dei suoi figli, malato di mente e bestemmiatore. La canonizzazione è già in atto da tre anni. Ernesto è l'unico membro della famiglia a non esserne al corrente: i suoi fratelli e i parenti, tranne il figlio pazzo, colui che si vuole assassino, internato, si sono prodigati nel corso degli anni creando attorno alla donna una mitizzazione che Ernesto non condivide, né personalmente (ritiene la madre una donna stupida che ha rovinato la vita dei figli) né ideologicamente, in quanto ateo convinto.
Contattato da un cardinale che vuole interrogarlo in merito al processo di santificazione della madre, Ernesto inizia un surreale percorso che dura poco più di 24 ore, in cui cerca di star vicino a suo figlio piccolo, recandosi alla sua scuola dove conosce una giovane e affascinante "insegnante di religione", dalla quale è attratto, ma che si rivelerà una simulatrice.
Ha una discussione con il cardinale, incaricato di approfondire le circostanze del "martirio", il quale gli chiede conto del mancato battesimo del figlio, dimostrando di essersi ben informato sul suo conto, e che cerca di sapere come mai Ernesto avrebbe "perso la fede". Ha un colloquio con una sua zia, che non ha mai dimostrato molta fede, ma che ora, attratta dal possibile guadagno economico e dalla notorietà che la famiglia ricaverebbe dalla santificazione, tenta per mero opportunismo di riportare anche il nipote sulla "retta via". Ernesto è poi sfidato a duello, per futili motivi, da un nobile che sogna un'improbabile restaurazione della monarchia, ma il duello è interrotto dopo pochi istanti. Intanto la moglie di Ernesto somministra una sorta di battesimo al figlio dormiente, ansiosa di riparare alla precedente "mancanza".
Il giorno successivo, Ernesto ritrova la sedicente insegnante di religione nel suo studio, e, dopo averla rincorsa, riesce a raggiungerla e a far l'amore con lei.
Accortosi di quanto l'ipocrisia sia dominante nella sua famiglia, arrivando perfino ad ipotizzare che il "miracolato" (un amico di famiglia improvvisamente guarito invocando la santa) sia stato pagato dai fratelli per aver il benestare della Curia, Ernesto non si reca all'udienza per la canonizzazione, a cui partecipa invece l'intera famiglia, e coerente con le sue idee, accompagna il figlio a scuola.

## Riferimenti letterari
- Uno dei personaggi del film (un rozzo popolano che dice di essere stato "miracolato" dalla madre di Ernesto) si chiama Filippo Argenti, che è un dannato presente nell'Inferno di Dante, dove è collocato nel girone degli iracondi.
- Diana Sereni, il personaggio interpretato da Chiara Conti, nel film recita la poesia Eppure questo non basta di Arsenij Tarkovskij.

## Produzione
Il film è stato girato a Roma nella primavera-estate del 2001.

## Riconoscimenti
- 2003 - David di Donatello
  - Miglior attrice non protagonista a Piera Degli Esposti
  - Candidatura Miglior film a Marco Bellocchio e Sergio Pelone
  - Candidatura Migliore regia a Marco Bellocchio
  - Candidatura Migliore sceneggiatura a Marco Bellocchio
  - Candidatura Miglior attore protagonista a Sergio Castellitto
  - Candidatura Migliore scenografia a Marco Dentici
- 2002 - Nastro d'argento
  - Regista del miglior film a Marco Bellocchio
  - Miglior soggetto a Marco Bellocchio
  - Migliore attore protagonista a Sergio Castellitto
  - Migliore sonoro a Maurizio Argentieri
  - Candidatura Migliore sceneggiatura a Marco Bellocchio
  - Candidatura Migliore attore non protagonista a Toni Bertorelli
  - Candidatura Migliore attrice non protagonista a Piera Degli Esposti
  - Candidatura Migliore fotografia a Pasquale Mari
  - Candidatura Migliore scenografia a Marco Dentici
- 2002 - Globo d'oro
  - Miglior film a Marco Bellocchio e Sergio Pelone
  - Miglior attore a Sergio Castellitto
  - Candidatura Miglior sceneggiatura a Marco Bellocchio
- 2002 - Ciak d'oro
  - Miglior film a Marco Bellocchio e Sergio Pelone[2]
  - Miglior regia a Marco Bellocchio[2]
  - Miglior attore protagonista a Sergio Castellitto[2]
  - Miglior montaggio a Francesca Calvelli[2]
  - Miglior manifesto[2]
- 2002 - Festival di Cannes
  - Menzione speciale della giuria ecumenica a Marco Bellocchio
  - Candidatura Palma d'oro a Marco Bellocchio
- 2002 - European Film Awards
  - Miglior attore protagonista a Sergio Castellitto
  - Candidatura Miglior regista a Marco Bellocchio
  - Candidatura Premio del Pubblico al miglior attore protagonista a Sergio Castellitto
  - Candidatura Premio del Pubblico al miglior regista a Marco Bellocchio
- 2002 - Premio Flaiano
  - Miglior film a Marco Bellocchio e Sergio Pelone
  - Migliore interpretazione maschile a Sergio Castellitto
  - Migliore interpretazione femminile non protagonista a Piera Degli Esposti
  - Migliore interpretazione maschile non protagonista a Toni Bertorelli
  - Miglior Montaggio a Francesca Calvelli
  - Migliore colonna sonora a Riccardo Giagni
  - Premio del Pubblico - Miglior attore a Sergio Castellitto